# Rupelmonde
Rupelmonde és un antic municipi de Bèlgica de la província de Flandes Oriental, a l'aiguabarreig del Rupel amb l'Escalda. El 1977 va fusionar amb del municipi de Kruibeke. El nom prové de la situació geogràfica davant la desembocadura (neerlandès -monde) del Rupel. Té una superfície d'1,88 quilòmetres quadrats. El 2008 tenia 3031 habitants.
El centre de poble té un aire urbà, dominat per l'església de la Mare de Déu d'estil barroc tardà. Contrasta amb les cases modestes del barri dels pescadors (Visserskwartier). Té un petit port fluvial a l'Escalda. Limita al nord amb el poble de Bazel, separat pel rierol Hanewijkbeek.
El 1271 Margarida II de Flandes va atorgar-li el dret de mercat. Des del segle xiv tenia drets de ciutat. A l'alta edat mitjana era una ciutat florent, l'ocàs va començar amb les guerres del final d'aquesta època i sobretot la Guerra dels Vuitanta Anys.
Al segle xix va començar una represa econòmica per la industrialització amb bòbiles i salines. De 1913 a 1996 hi havia una important drassana Chantier Naval de Rupelmonde (CNR). S'hi van construir els primers vaixells cisterna belgues, així com centenars de vaixells costaners, vaixells de passatgers, remolcadors, vaixells de càrrega, empenyedors, sobretot per al transport fluvial i costaner. Es van exportar arreu al món. Una part de l'antiga drassana és protegit com a patrimoni industrial.

## Esdeveniments
- Kermis & jaarmarkt («festa major i mercat anual»): inici d'octubre[7]
- Schellekesfeesten («festa major del barri ‘Het Schelleke’») amb processó internacional de gegants: primer cap de setmana d'agost[8]

## Llocs d'interés
- Graventoren («Torre dels comtes»): darrere torre d'un burg del segle xii que en tenia disset al segle xiv, reconstruïda al segle xix. Va ser destrossat el 1583 durant la Guerra dels Vuitanta Anys per Felip Marnix de Sint Aldegonde.[9] Les restes van servir de presó i com bastió militar.
- Molí d'aigua «Getijmolen», també anomenat «Molí espanyol».[10] Ara fora ús, serveix de museu d'història local. Té la particularitat que funcionava amb el ritme de baixamar-plenamar.[11] El primer molí conegut data del segle xii. L'edifici actual del 1516, reconstruït després de l'incendi del 1562.[10]
- El paisatge de l'antic pòlder de Kruibeke, Bazel i Rupelmonde: un pòlder fluvial assecat des del segle xiii. Des del 2010 va ser transformat en zona inundable i es va renaturalitzar. S'hi desenvolupa de mica en mica el paisatge de «slikke i schorre» amb bosc de ribera i camps de canyís, així com la resta de la flora i fauna de zones humides.[12]

- Mapa Ferraris devers 1770
- Moli a l'Escalda
- Torre dels comtes
- Castell a la primeria del segle xvii
- Estàtua de Gerardus Mercator
- Església de la Mare de Déu
- Sobreeixidor a l'antic pòlder (en construcció)
- transbordador Rupelmonde-Wintam

## Persones
- Gerardus Mercator, cartògraf del segle xvi, famós per idear l'anomenada projecció de Mercator